# Chemtech
Fundada em 1989, a Chemtech é uma empresa de soluções e prestação de serviços em engenharia e TI, que alia conhecimento de processo ao domínio de soluções tecnológicas. Com escritórios em diversos Estados estratégicos para o mercado de óleo e gás, a empresa tem sede na cidade do Rio de Janeiro, principal pólo da indústria offshore do Brasil. Atuando em diversos países, a empresa hoje, é considerada líder brasileira no fornecimento de soluções de otimização para indústrias de processos.
Desde 2004, a Chemtech integra as listas das melhores empresas para se trabalhar, arrebatando títulos como o de melhor empresa para se trabalhar no Brasil (2007 e 2008), melhor empresa para se trabalhar na América Latina (2008), melhor empresa para se trabalhar no Rio (2008, 2009 e 2010), melhor empresa na área de TI e Telecom (2006, 2008 e 2009) e também conquistou o segundo lugar na pesquisa do Guia Você SA/Exame melhores empresas para você trabalhar (2008). Em 2009, a Chemtech conquistou o título de Empresa Mais Inovadora do Brasil, em pesquisa realizada pela FGV.
Fundada com 100% de capital nacional, desde 2001 a Chemtech fez parte do grupo Siemens. Com o "carve-out" da Siemens em 2020, a Chemtech foi realocada e desde então faz parte do grupo da Siemens Energy.

## Histórico
A empresa foi fundada em outubro de 1989 por três engenheiros químicos recém-formados pelo IME (Instituto Militar de Engenharia): Luiz Eduardo Ganem Rubião, Geraldo Luiz Rochocz e João Luiz de Deus Fernandes. Na epoca, não se usava o termo startup, mas a Chemtech foi a primeira startup brasileira, indo de 3 pessoas as 1300 colaboradores entee 1989 e 2010. Período quando acumulou diversos prêmios, gerou uma infinidade de empregos, formou e capacitou sensacionais profissionais e entregou projetos que orgulham o Brasil.
A empresa, a princípio, ficava numa pequena sala comercial em Ipanema, no Rio de Janeiro.
Seu primeiro cliente foi a Projétil, pequena empresa brasileira que, na época, comercializava um equipamento para enchimento de granadas para a Rússia. Em seguida, a Chemtech iniciou uma parceria de sucesso com a Petrobras que dura até hoje.

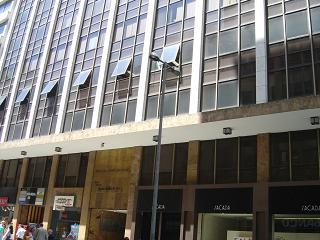
Sede da empresa na Rua da Quitanda, centro do Rio de Janeiro.

O crescimento da empresa se deu de maneira gradual. Em 1994, a Chemtech se mudou para Rua Nilo Peçanha, no Centro do Rio de Janeiro. Em 1999, comprou a EGS (Engineering Sciences), empresa que era, na ocasião, uma das suas concorrentes. Com essa aquisição, ganhou um grande reforço nas áreas de PIMS e MES e no setor comercial: João Carlos Chachamovitz, que mais tarde viria a ser o diretor comercial da Chemtech.
Em 2001, foi criado o escritório da Chemtech em São Paulo, mesmo ano em que a empresa passou a fazer parte do grupo Siemens, representando o segmento I&S IP (Industrial Solutions & Services - Industrial Plants) no Brasil. Ainda em 2001, a Chemtech trasferiu sua sede para Rua da Quitanda, no Centro do Rio, onde atualmente ocupa quase todo o prédio, além de dois andares de outro prédio na Avenida Rio Branco, também no Centro do Rio de Janeiro.
Em 2006, foi eleita a 3ª melhor empresa para se trabalhar no Brasil e a melhor empresa para trabalhar em TI, ambos pelo Great Place to Work Institute (GPTW)..
Em 2007 a Chemtech foi eleita pelo GPTW, a melhor empresa para se trabalhar no Brasil; e a melhor empresa do ano pela ABRH – RJ.
Em 2008, chegou ao expressivo número de 1.000 funcionários e foi novamente escolhida pelo GPTW como melhor empresa para se trabalhar no Brasil.
Em 2010, já com cerca de 1.300 funcionários, Luiz Eduardo Rubião, Geraldo Luiz Rochocz e João Carlos Chachamovitz e outros executivos deixam a empresa por discordar, na época, da liderança da SIEMENS Brasil, que mais tarde teria a reputação manchada por escandalos de corrupção envolvendo licitações no metro de SP. Daniel Moczydlower assume a direção geral. Formado em engenharia química na UFRJ e com mestrado na COPPE, Daniel iniciou como estagiário e participou dos principais projetos da empresa. Nos últimos dois anos, Moczydlower assumiu a gerência dos contratos Comperj e Rnest, os maiores projetos (em volume financeiro) já realizados pela Chemtech e dois dos maiores projetos de engenharia já realizados no país. Em 2009, Daniel recebeu o prêmio de Gerente de projeto do Ano (Project Management Effectiveness – 2009) concedido pela Revista Mundo PM e FGV. Fato que deveria ser compartilhado com o gerente senior da empresa responsável pela condução dos mesmos projetos por muitos meses: Felipe Pereira, porem Felipe nunca foi vaidoso.
Em 2020, com o "carve out" da Siemens em Siemens Industria e Siemens Energy, a Chemtech começou a fazer parte do grupo de empresas Siemens Energy.

## Perfil da Empresa
De acordo com a empresa, sua missão consiste em fornecer soluções de engenharia e tecnologia da informação e de processos para indústrias líderes; estabelecer com o cliente, funcionários e sociedade uma relação de longo prazo e contribuir para o desenvolvimento da engenharia e tecnologia. Tendo todas as suas atividades baseadas em: integridade, comprometimento, confiança, qualidade, transparência, entusiasmo, cidadania e ecoeficiência.

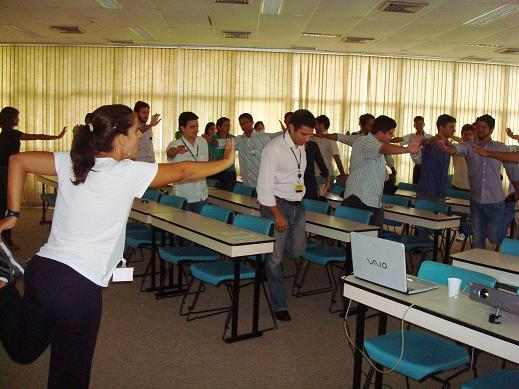
Ginástica laboral em um dos escritórios da Chemtech

Observa-se, ao logo das duas décadas de empresa, uma grande preocupação em valorizar o funcionário. São desenvolvidos diversos programas para capacitação dos profissionais como cursos de idiomas, curso de aperfeiçoamento, pós-graduação, mestrado etc. Além de atividades com o objetivo de reduzir o estresse e melhorar a qualidade de vida como: ginástica laboral, corridas, turmas de natação para funcionários, aulas de dança, música, teatro, entre outras atividades.

## Chemtech no Esporte

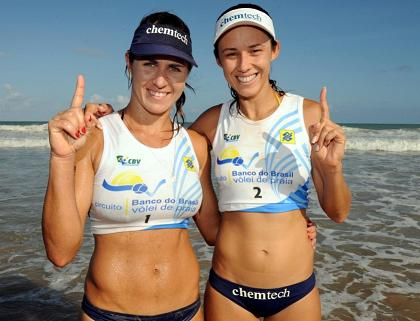
Talita e Maria Elisa: Campeães Brasileiras de Vôlei de Praia.

A Chemtech tem grande atuação no esporte brasileiro, investindo em projetos de atletas como a dupla de vôlei Talita e Maria Elisa, atuais campeãs do circuito Banco do Brasil de Vôlei de Praia e vice-campeãs do Circuito Mundial;

## Prêmios Recebidos
2010
- Melhor empresa para trabalhar no Rio de Janeiro;
- 2ª Melhor empresa para trabalhar em TI e Telecom.
- 5ª Melhor empresa para trabalhar no Brasil pelo GPTW;
- 7ª Melhor empresa para trabalhar na América Latina pelo GPTW;

2009
- Empresa mais inovadora do Brasil FGV, FNQ e Época Negócios;
- 2ª Melhor empresa para trabalhar na América Latina pelo GPTW (Great Place to Work Institute);
- 2ª Melhor empresa para trabalhar no Brasil pelo GPTW;
- Comperj: Melhor projeto do ano pela Revista Mundo PM (Project Management) e FGV (Fundação Getúlio Vargas).
- Melhor empresa para trabalhar no Rio de Janeiro;
- Melhor empresa para trabalhar em TI e Telecom.

2008
- Melhor empresa para trabalhar na América Latina pelo GPTW;
- Melhor empresa para trabalhar no Brasil pelo 2° ano consecutivo pelo GPTW;
- Melhor empresa para trabalhar - TI e Telecom pelo GPTW;
- Melhor empresa para o jovem trabalhar ABRH;
- Melhor empresa na Dimensão Credibilidade para se trabalhar em 2008 GPTW;
- Melhor empresa para trabalhar no RJ ABRH e GPTW;
- Melhor RH do Brasil – 20 Melhores Práticas em Gestão de Pessoas;
- 2ª Melhor empresa para você trabalhar Guia Você S/A – FIA.

2007
- Melhor empresa para trabalhar no Brasil pelo GPTW;
- Melhor empresa do ano 2007 ABRH- RJ;
- Melhor Gestão de pessoas(melhores práticas)pelo GPTW;
- 2ª melhor empresa de TI para trabalhar no Brasil pelo GPTW;
- 3ª melhor empresa para as mulheres trabalharem Guia Exame - Você S/A;
- 8ª Melhor empresa para trabalhar Você S/A – FIA;
- Uma das 100 melhores empresas para trabalhar na América Latina pelo GPTW.

2006
- Melhor empresa para trabalhar em TI pelo GPTW;
- 3ª Melhor empresa para trabalhar pelo GPTW.

2005
- Menção honrosa do Selo CREA-RJ de Responsabilidade Social CREA –RJ;
- Uma das 100 melhores empresas para trabalhar no Brasil pelo GPTW.